# DJ Feel-X
DJ Feel-X, właśc. Sebastian Filiks (ur. 7 lutego 1978 w Lublinie) – polski DJ i producent muzyczny. Laureat  Ślizgerów 2003, na najlepszego DJ-a roku oraz laureat nagrody Fryderyk. Sebastian Filiks znany jest przede wszystkim z występów w zespole Kaliber 44.
Współtworzył projekt Axe Soundsystem. W 2003 roku wydał mixtape Dancehall Clash Mixtape. Współpracował ponadto z takimi wykonawcami jak: Bas Tajpan, Gutek, O.S.T.R., Frenchman i Marika z Bass Medium Trinity, Tede, Sobota, Kaczor, B.R.O, Vavamuffin, Natural Dread Killaz, EastWest Rockers, Firma, Kali, Druga Strona Lustra, Kult, Kazik oraz Kapela ze Wsi Warszawa.
Do 2023 był związany z Wrocławską rozgłośnią radiową Akademickie Radio Luz.

## Dyskografia
| Album                                  | Rok  | Uwagi | Źródło |
| -------------------------------------- | ---- | --- | ------ |
| Kaliber 44 – Księga Tajemnicza. Prolog | 1996 | scratche do utworów „Brat Nie Ma Już Miłości Dla Mnie”, „Psychoza”, „To Czyni Mnie Innym Od Was Wszystkich”, „Więcej Szmalu 2”, „Bierz Mój Miecz I Masz”          | [ 4 ]  |
| Kazik – 12 groszy                      | 1997 | scratche do albumu | [ 5 ]  |
| DJ 600V – Produkcja hip-hop            | 1998 | scratche w utworze „Ja Się Wcale Nie Chwalę” | [ 6 ]  |
| WSZ, CNE – Te-Rap-Ja                   | 2002 | scratche w utworach „Cierpliwy (Intro)”, „Każdy szczegół”, „Od jakiegoś czasu”, „Z trzech złóż” i „Jak”                                                           | [ 7 ]  |
| JuNouMi Records EP vol.3 (kompilacja)  | 2003 | DJ Feel-X, Frenchman, O.S.T.R. – „Coś nie tak” | [ 8 ]  |
| AbradAb – Czerwony album               | 2004 | scratche do albumu | [ 9 ]  |
| AbradAb – Emisja spalin                | 2005 | „Rap to nie zabawa już” (gościnnie: Joka, DJ Feel-X) | [ 10 ] |
| Maciora – I tak ci to ukradną          | 2005 | scratche w utworach „Nepal”, „Przyjemności” i „Nic nie muszę” | [ 11 ] |
| Wojtas – Moja gra                      | 2005 | scratche w utworach „Niezapominaj”, „Moja gra, „Kielce nocą”, „Progres”, „Zło”, „Bez tego nie ma mnie”, „Zdecydowany” i „Wiara w ludzi”                           | [ 12 ] |
| EastWest Rockers – Ciężkie czasy       | 2006 | produkcja i scratche w utworze „Irie Irie Irie” | [ 13 ] |
| JuNouDet (kompilacja)                  | 2006 | scratche w utworze „BoomBoxy” oraz wykonanie utworu „Mam rock” | [ 14 ] |
| WhiteHouse – Kodex 3: Wyrok            | 2007 | scratche w utworze „Siła z pokoju” | [ 15 ] |
| AbradAb – Ostatni poziom kontroli      | 2008 | scratche do albumu | [ 16 ] |
| Mesajah – Ludzie prości                | 2008 | scratche w utworze „Czeki” | [ 17 ] |
| AbradAb – Abradabing                   | 2010 | scratche o albumu | [ 18 ] |
| Kali – 50/50                           | 2011 | produkcja utworów „E7”, „Kimś jestem kto”, „Jasność outro” i „N22”, oraz scratche i vocoder                                                                       | [ 19 ] |
| Firma – Nasza Broń To Nasza Pasja      | 2011 | scratche w utworze „Czasami” | [ 20 ] |
| Wini – Bóg jest miłością               | 2012 | scratche w utworze „A miało być tak miło”, oraz rap w utworze „Nienawidzę raperów”                                                                                | [ 21 ] |
| Miraho – Rebelia świadomości           | 2013 | produkcja utworów „BRUDNE POŁUDNIE” i „TRZECIA PLANETA OD SŁOŃCA”, oraz scratche w utworach „DAJĘ CI TO”, „SAMOORGANIZACJA”, „KTO”, „ULICZNY OPRYSZEK” i „POMYŚL” | [ 22 ] |
| Chonabibe – Migracje                   | 2014 | scratche w utworze „Nic na siłę” | [ 23 ] |
| Wirus – 60 kilo wersów                 | 2014 | cuty w utworze „Adrenalina” |        |

## Filmy i programy TV
| Tytuł                     | Rok  | Uwagi                                                                     | Źródło |
| ------------------------- | ---- | ------------------------------------------------------------------------- | ------ |
| „Kaliber 44”              | 1999 | krótkometrażowy film dokumentalny, reżyseria: Aneta Chwalba, Michał Bebło | [ 24 ] |
| „Mówią bloki człowieku”   | 2000 | film dokumentalny, reżyseria: Joanna Rechnio                              | [ 25 ] |
| „Mówią bloki człowieku 2” | 2001 | film dokumentalny, reżyseria: Joanna Rechnio, produkcja: MTV              | [ 26 ] |
| „Rap Pakamera”            | 2006 | program telewizyjny typu talk-show, E29                                   | [ 27 ] |